# Luis Regueiro Urquiola
Luis Regueiro Urquiola (né le 22 décembre 1943 à Mexico au Mexique) est un joueur de football international mexicain, qui évoluait au poste de milieu de terrain.

## Biographie

### Carrière en sélection
Avec l'équipe du Mexique, il joue 19 matchs (pour un but inscrit) entre 1966 et 1968. 
Il figure dans le groupe des sélectionnés lors de la coupe du monde de 1966 (sans jouer de matchs lors de cette compétition).
Il participe également aux JO de 1968. Il joue 6 matchs lors du tournoi olympique organisé sans son pays natal.